# Armadilloniscus bulgaricus
Armadilloniscus bulgaricus är en kräftdjursart som beskrevs av Zdenek Frankenberger 1941. Armadilloniscus bulgaricus ingår i släktet Armadilloniscus och familjen Detonidae. Inga underarter finns listade i Catalogue of Life.